# Уравнение электромагнитной волны
 Уравнение электромагнитной волны  — дифференциальное уравнение в частных производных второго порядка, которое описывает распространение электромагнитных волн через среду или в вакуумe. Это трёхмерная форма волнового уравнения. Однородная форма уравнения, записанная в терминах либо электрического поля E, либо магнитного поля B, имеет вид:
{\displaystyle {\begin{aligned}\left(v_{ph}^{2}\nabla ^{2}-{\frac {\partial ^{2}}{\partial t^{2}}}\right)\mathbf {E} &=\mathbf {0} \\\left(v_{ph}^{2}\nabla ^{2}-{\frac {\partial ^{2}}{\partial t^{2}}}\right)\mathbf {B} &=\mathbf {0} \end{aligned}}}
где
{\displaystyle v_{ph}={\frac {1}{\sqrt {\mu \varepsilon }}}}
— скорость света (т.e. фазовая скорость) в среде с магнитной проницаемостью μ и диэлектрической проницаемостью ε, а ∇2 — оператор Лапласа. В вакууме vph = c0 = 299,792,458 м/с — фундаментальная физическая постоянная. Уравнение электромагнитной волны вытекает из уравнения Максвелла. В большинстве старых литературных источников B называется плотностью магнитного потока или магнитной индукцией. Следующие уравнения
{\displaystyle {\begin{aligned}\nabla \cdot \mathbf {E} &=0\\\nabla \cdot \mathbf {B} &=0\end{aligned}}}
обозначают, что любая электромагнитная волна должна быть поперечной, где электрическое поле E и магнитное поле B оба перпендикулярны направлению распространения волны.

## Происхождение уравнения электромагнитной волны
В своей статье 1865 года под названием «Динамическая теория электромагнитного поля» Джеймс Максвелл использовал поправку к закону циркуляции Ампера, которую он внёс в часть III своей статьи 1861 года «О физических силовых линиях». В части VI своей статьи 1864 года под названием «Электромагнитная теория света», Максвелл объединил ток смещения с некоторыми другими уравнениями электромагнетизма и получил волновое уравнение со скоростью, равной скорости света. Он комментировал:
Согласование результатов, по-видимому, показывает, что свет и магнетизм являются воздействиями одного и того же вещества, и что свет является электромагнитным возмущением, распространяющимся через поле в соответствии с электромагнитными законами.
Вывод Максвеллом уравнения электромагнитной волны был заменён в современном физическом образовании гораздо менее громоздким методом, включающим объединение исправленной версии закона циркуляции Ампера с законом индукции Фарадея.
Чтобы получить уравнение электромагнитной волны в вакууме с использованием современного метода, мы начинаем с уравнений Максвелла в форме Хевисайда. В пространстве без тока и заряда эти уравнения запишутся в виде:
{\displaystyle {\begin{aligned}\nabla \cdot \mathbf {E} &=0\\\nabla \times \mathbf {E} &=-{\frac {\partial \mathbf {B} }{\partial t}}\\\nabla \cdot \mathbf {B} &=0\\\nabla \times \mathbf {B} &=\mu _{0}\varepsilon _{0}{\frac {\partial \mathbf {E} }{\partial t}}\\\end{aligned}}}
Это общие уравнения Максвелла, специализированные для случая, когда заряд и ток равны нулю.
Взятие ротора вихревого уравнения даёт:
{\displaystyle {\begin{aligned}\nabla \times \left(\nabla \times \mathbf {E} \right)&=\nabla \times \left(-{\frac {\partial \mathbf {B} }{\partial t}}\right)=-{\frac {\partial }{\partial t}}\left(\nabla \times \mathbf {B} \right)=-\mu _{0}\varepsilon _{0}{\frac {\partial ^{2}\mathbf {E} }{\partial t^{2}}}\\\nabla \times \left(\nabla \times \mathbf {B} \right)&=\nabla \times \left(\mu _{0}\varepsilon _{0}{\frac {\partial \mathbf {E} }{\partial t}}\right)=\mu _{0}\varepsilon _{0}{\frac {\partial }{\partial t}}\left(\nabla \times \mathbf {E} \right)=-\mu _{0}\varepsilon _{0}{\frac {\partial ^{2}\mathbf {B} }{\partial t^{2}}}\end{aligned}}}
Мы можем использовать векторное тождество
{\displaystyle \nabla \times \left(\nabla \times \mathbf {V} \right)=\nabla \left(\nabla \cdot \mathbf {V} \right)-\nabla ^{2}\mathbf {V} }
где V — любая векторная функция пространства. И
{\displaystyle \nabla ^{2}\mathbf {V} =\nabla \cdot \left(\nabla \mathbf {V} \right)}
где ∇V — диада, которая при работе с оператором дивергенции ∇ ⋅ даёт вектор. Поскольку
{\displaystyle {\begin{aligned}\nabla \cdot \mathbf {E} &=0\\\nabla \cdot \mathbf {B} &=0\end{aligned}}}
первый член справа в тождестве обращается в нуль, и мы получаем волновые уравнения:
{\displaystyle {\begin{aligned}{\frac {1}{c_{0}^{2}}}{\frac {\partial ^{2}\mathbf {E} }{\partial t^{2}}}-\nabla ^{2}\mathbf {E} &=0\\{\frac {1}{c_{0}^{2}}}{\frac {\partial ^{2}\mathbf {B} }{\partial t^{2}}}-\nabla ^{2}\mathbf {B} &=0\end{aligned}}}
где
{\displaystyle c_{0}={\frac {1}{\sqrt {\mu _{0}\varepsilon _{0}}}}=2.99792458\times 10^{8}\;{\text{м/с}}}
— скорость света в свободном пространстве.

## Ковариантная форма однородного волнового уравнения
Эти релятивистские уравнения могут быть записаны в контравариантной форме как
{\displaystyle \Box A^{\mu }=0}
где электромагнитный четырехпотенциал равен
{\displaystyle A^{\mu }=\left({\frac {\phi }{c}},\mathbf {A} \right)}
с условием калибровки Лоренца:
{\displaystyle \partial _{\mu }A^{\mu }=0,}
и где
{\displaystyle \Box =\nabla ^{2}-{\frac {1}{c^{2}}}{\frac {\partial ^{2}}{\partial t^{2}}}}
является оператором Д’Аламбера.

## Однородное волновое уравнение в искривлённом пространстве-времени
Уравнение электромагнитной волны модифицируется двумя способами, производная заменяется ковариантной производной и появляется новое слагаемое, которое зависит от кривизны.
{\displaystyle -{A^{\alpha ;\beta }}_{;\beta }+{R^{\alpha }}_{\beta }A^{\beta }=0}
где {\displaystyle {R^{\alpha }}_{\beta }} — тензор Риччи, а точка с запятой указывает на ковариантное дифференцирование.
Допускается обобщение условия калибровки Лоренца в искривлённом пространстве-времени:
{\displaystyle {A^{\mu }}_{;\mu }=0.}

## Неоднородное уравнение электромагнитной волны
Локализованные изменяющиеся во времени плотности заряда и тока могут выступать в качестве источников электромагнитных волн в вакууме. Уравнения Максвелла можно записать в виде волнового уравнения с источниками. Добавление источников к волновым уравнениям делает дифференциальные уравнения в частных производных неоднородными

## Решения однородного уравнения электромагнитной волны
Общим решением уравнения электромагнитной волны является линейная суперпозиция волн в виде
{\displaystyle {\begin{aligned}\mathbf {E} (\mathbf {r} ,t)&=g(\phi (\mathbf {r} ,t))=g(\omega t-\mathbf {k} \cdot \mathbf {r} )\\\mathbf {B} (\mathbf {r} ,t)&=g(\phi (\mathbf {r} ,t))=g(\omega t-\mathbf {k} \cdot \mathbf {r} )\end{aligned}}}
практически для любой хорошо управляемой функции g безразмерного аргумента φ, где ω — угловая частота (в радианах в секунду), и k = (kx, ky, kz) — волновой вектор (в радианах на метр).
Хотя функция g может быть и часто является монохроматической синусоидальной волной, она не обязательно должна быть синусоидальной или даже периодической. На практике, g не может иметь бесконечную периодичность, потому что любая реальная электромагнитная волна всегда имеет конечную протяжённость во времени и пространстве. В результате, исходя из теории разложения Фурье, реальная волна должна состоять из суперпозиции бесконечного набора синусоидальных частот.
К тому же, чтобы решение было правильным, волновой вектор и угловая частота не должны быть независимыми; они должны подчиняться дисперсионному соотношению:
{\displaystyle k=|\mathbf {k} |={\omega  \over c}={2\pi  \over \lambda }}
где k — волновое число и λ — длина волны. Переменная c может использоваться в этом уравнении только тогда, когда электромагнитная волна находится в вакууме.

### Монохроматическое, синусоидальное стационарное состояние
Простейший набор решений волнового уравнения вытекает из предположения о синусоидальных формах волн одной частоты в разделяемой форме:
{\displaystyle \mathbf {E} (\mathbf {r} ,t)=\Re \left\{\mathbf {E} (\mathbf {r} )e^{i\omega t}\right\}}
где
- i — мнимая единица,
- ω = 2π f  — угловая частота в радианах в секунду,
- f  — частота в Гц, и
- {\displaystyle e^{i\omega t}=\cos(\omega t)+i\sin(\omega t)} — формула Эйлера.

### Решения для плоских волн
Рассмотрим плоскость, определяемую единичным нормальным вектором
{\displaystyle \mathbf {n} ={\mathbf {k}  \over k}.}
Тогда решения волновых уравнений для плоских бегущих волн имеют вид
{\displaystyle {\begin{aligned}\mathbf {E} (\mathbf {r} )&=\mathbf {E} _{0}e^{-i\mathbf {k} \cdot \mathbf {r} }\\\mathbf {B} (\mathbf {r} )&=\mathbf {B} _{0}e^{-i\mathbf {k} \cdot \mathbf {r} }\end{aligned}}}
где r = (x, y, z) — позиционный вектор (в метрах).
Эти решения представляют собой плоские волны, движущиеся в направлении нормального вектора n. Если мы определим направление z как направление n, а направление x как направление E, то по закону Фарадея магнитное поле лежит в направлении y и связано с электрическим полем соотношением
{\displaystyle c^{2}{\partial B \over \partial z}={\partial E \over \partial t}.}
Поскольку дивергенция электрического и магнитного полей равна нулю, поля в направлении распространения отсутствуют.
Это решение является линейно поляризованным решением волновых уравнений. Существуют также циркулярно поляризованные решения, в которых поля вращаются вокруг нормального вектора.

### Спектральное разложение
Из-за линейности уравнений Максвелла в вакууме их решения можно разложить в суперпозицию синусоид. На этом основан метод преобразования Фурье для решения дифференциальных уравнений. Синусоидальное решение уравнения электромагнитной волны имеет вид
{\displaystyle {\begin{aligned}\mathbf {E} (\mathbf {r} ,t)&=\mathbf {E} _{0}\cos(\omega t-\mathbf {k} \cdot \mathbf {r} +\phi _{0})\\\mathbf {B} (\mathbf {r} ,t)&=\mathbf {B} _{0}\cos(\omega t-\mathbf {k} \cdot \mathbf {r} +\phi _{0})\end{aligned}}}
где
- t — время (в секунду),
- ω — угловая частота (в радианах в секунду),
- k = (kx, ky, kz) — волновой вектор (в радианах на метр), и
- {\displaystyle \phi _{0}} — фазовый угол (в радианах).

Волновой вектор связан с угловой частотой следующим образом
{\displaystyle k=|\mathbf {k} |={\omega  \over c}={2\pi  \over \lambda }}
где k — волновое число и λ — длина волны.
Электромагнитный спектр — это график зависимости величины поля (или энергии) от длины волны.

### Мультипольное разложение
Если предположить, что монохроматические поля изменяются во времени по закону {\displaystyle e^{-i\omega t}}, то при использовании уравнений Максвелла для устранения B уравнение электромагнитной волны сводится к уравнению Гельмгольца для E:
{\displaystyle (\nabla ^{2}+k^{2})\mathbf {E} =0,\,\mathbf {B} =-{\frac {i}{k}}\nabla \times \mathbf {E} ,}
с k = ω/c, как указано выше. Альтернативно, можно исключить E в пользу B, чтобы получить:
{\displaystyle (\nabla ^{2}+k^{2})\mathbf {B} =0,\,\mathbf {E} =-{\frac {i}{k}}\nabla \times \mathbf {B} .}
Общее электромагнитное поле с частотой ω может быть записано как сумма решений этих двух уравнений. Трёхмерные решения уравнения Гельмгольца можно выразить в виде разложения по сферическим функциям с коэффициентами, пропорциональными сферическим функциям Бесселя. Однако применение этого разложения к каждой компоненте вектора E или B даст решения, которые в общем случае не являются бездивергентными (∇ ⋅ E = ∇ ⋅ B = 0), и поэтому требуют дополнительных ограничений на коэффициенты.
Мультипольное разложение обходит эту трудность, разлагая не E или B, а r ⋅ E или r ⋅ B на сферические функции. Эти разложения по-прежнему решают исходные уравнения Гельмгольца для E и B потому что для бездивергентного поля F, ∇2 (r ⋅ F) = r ⋅ (∇2 F). Полученные выражения для общего электромагнитного поля имеют вид:
{\displaystyle {\begin{aligned}\mathbf {E} &=e^{-i\omega t}\sum _{l,m}{\sqrt {l(l+1)}}\left[a_{E}(l,m)\mathbf {E} _{l,m}^{(E)}+a_{M}(l,m)\mathbf {E} _{l,m}^{(M)}\right]\\\mathbf {B} &=e^{-i\omega t}\sum _{l,m}{\sqrt {l(l+1)}}\left[a_{E}(l,m)\mathbf {B} _{l,m}^{(E)}+a_{M}(l,m)\mathbf {B} _{l,m}^{(M)}\right]\,,\end{aligned}}}
где {\displaystyle \mathbf {E} _{l,m}^{(E)}} и {\displaystyle \mathbf {B} _{l,m}^{(E)}} являются электрическими мультипольными полями порядка (l, m), и {\displaystyle \mathbf {E} _{l,m}^{(M)}} и {\displaystyle \mathbf {B} _{l,m}^{(M)}} — соответствующие им магнитные мультипольные поля, и aE(l, m) и aM(l, m) — коэффициенты разложения. Мультипольные поля задаются как
{\displaystyle {\begin{aligned}\mathbf {B} _{l,m}^{(E)}&={\sqrt {l(l+1)}}\left[B_{l}^{(1)}h_{l}^{(1)}(kr)+B_{l}^{(2)}h_{l}^{(2)}(kr)\right]\mathbf {\Phi } _{l,m}\\\mathbf {E} _{l,m}^{(E)}&={\frac {i}{k}}\nabla \times \mathbf {B} _{l,m}^{(E)}\\\mathbf {E} _{l,m}^{(M)}&={\sqrt {l(l+1)}}\left[E_{l}^{(1)}h_{l}^{(1)}(kr)+E_{l}^{(2)}h_{l}^{(2)}(kr)\right]\mathbf {\Phi } _{l,m}\\\mathbf {B} _{l,m}^{(M)}&=-{\frac {i}{k}}\nabla \times \mathbf {E} _{l,m}^{(M)}\,,\end{aligned}}}
где hl(1,2)(x) — сферические функции Ганкеля, El(1,2) и Bl(1,2) определяются граничными условиями, и
{\displaystyle \mathbf {\Phi } _{l,m}={\frac {1}{\sqrt {l(l+1)}}}(\mathbf {r} \times \nabla )Y_{l,m}}
— векторные сферические гармоники, нормированные таким образом, что
{\displaystyle \int \mathbf {\Phi } _{l,m}^{*}\cdot \mathbf {\Phi } _{l',m'}d\Omega =\delta _{l,l'}\delta _{m,m'}.}
Мультипольное разложение электромагнитного поля находит применение в ряде задач, связанных со сферической симметрией, например, в задачах о диаграмме направленности антенн или ядерном гамма-излучении. Часто в таких приложениях интересует мощность, излучаемая в дальнем поле. В этих областях поля E и B асимптотически приближаются к
{\displaystyle {\begin{aligned}\mathbf {B} &\approx {\frac {e^{i(kr-\omega t)}}{kr}}\sum _{l,m}(-i)^{l+1}\left[a_{E}(l,m)\mathbf {\Phi } _{l,m}+a_{M}(l,m)\mathbf {\hat {r}} \times \mathbf {\Phi } _{l,m}\right]\\\mathbf {E} &\approx \mathbf {B} \times \mathbf {\hat {r}} .\end{aligned}}}
Угловое распределение усреднённой по времени излучаемой мощности даётся следующим образом:
{\displaystyle {\frac {dP}{d\Omega }}\approx {\frac {1}{2k^{2}}}\left|\sum _{l,m}(-i)^{l+1}\left[a_{E}(l,m)\mathbf {\Phi } _{l,m}\times \mathbf {\hat {r}} +a_{M}(l,m)\mathbf {\Phi } _{l,m}\right]\right|^{2}.}

### Теория и эксперименты
| - Уравнения Максвелла - Волновое уравнение - Дифференциальное уравнение в частных производных - Вычислительный электромагнетизм - Электромагнитное излучение - Закон сохранения электрического заряда - Свет - Электромагнитный спектр - Оптика | - Специальная теория относительности - Общая теория относительности - Неоднородное уравнение электромагнитной волны - Поляризация фотонов - Формула Лармора - Теоретическое и экспериментальное обоснование уравнения Шрёдингера |

### Приложения
| - Радуга - Реликтовое излучение - Лазер - Инерциальный управляемый термоядерный синтез - Фотография - Рентгеновское излучение - Рентгеноструктурный анализ - Радар | - Радиоволны - Оптический компьютер - Микроволновое излучение - Голография - Микроскоп - Телескоп - Гравитационная линза - Излучение абсолютно чёрного тела |

### Биографии
| - Андре-Мари Ампер - Альберт Эйнштейн - Майкл Фарадей - Генрих Герц - Оливер Хевисайд - Джеймс Максвелл - Хендрик Лоренц |

### Электромагнетизм

#### Журнальные статьи
- Maxwell, James Clerk (1865). A dynamical theory of the electromagnetic field. Philosophical transactions of the Royal Society of London (155): 459–512.

#### Учебники для студентов вузов
- Griffiths, David J. Introduction to Electrodynamics (3rd ed.). — Prentice Hall, 1998. — ISBN 0-13-805326-X.
- Tipler, Paul. Physics for Scientists and Engineers: Electricity, Magnetism, Light, and Elementary Modern Physics (5th ed.). — W. H. Freeman, 2004. — ISBN 0-7167-0810-8.
- Purcell, Edward M. Electricity and Magnetism. — McGraw-Hill, 1985. — ISBN 0-07-004908-4.
- Haus, Hermann A. Electromagnetic Fields and Energy / Hermann A. Haus, James R. Melcher. — Prentice-Hall, 1989. — ISBN 0-13-249020-X.
- Hoffmann, Banesh. Relativity and Its Roots. — Freeman, 1983. — ISBN 0-7167-1478-7.
- Staelin, David H. Electromagnetic Waves / David H. Staelin, Ann W. Morgenthaler, Jin Au Kong. — Prentice-Hall, 1994. — ISBN 0-13-225871-4.
- Stevens, Charles F. The Six Core Theories of Modern Physics. — MIT Press, 1995. — ISBN 0-262-69188-4.
- Zahn, Markus. Electromagnetic Field Theory: a problem solving approach. — John Wiley & Sons, 1979. — ISBN 0-471-02198-9.

#### Учебники для выпускников вузов
- Jackson, John D. Classical Electrodynamics (3rd ed.). — Wiley, 1998. — ISBN 0-471-30932-X.
- Ландау Л. Д., Лифшиц Е. М. Теория поля. — М., 2016. — («Теоретическая физика», том II).
- Maxwell, James C. A Treatise on Electricity and Magnetism. — Dover, 1954. — ISBN 0-486-60637-6.
- Misner, Charles W. Gravitation / Charles W. Misner, Kip S. Thorne, John Archibald Wheeler. — W.H. Freeman, 1970. — ISBN 0-7167-0344-0.

### Векторный анализ
- Matthews, P. C. Vector Calculus. — Springer, 1998. — ISBN 3-540-76180-2.
- Schey, H. M. Div Grad Curl and all that:  An informal text on vector calculus, 4th edition. — W. W. Norton & Company, 2005. — ISBN 0-393-92516-1.